# Oskar-Wilhelm Büchel
Oskar-Wilhelm Büchel (* 18. November 1924 in Saalfeld/Saale; † 20. Juni 2007 in Westerstede) war ein deutscher Pädagoge und Politiker (CDU)
Büchel absolvierte eine Lehrerausbildung und war nach dem Zweiten Weltkrieg als Volksschullehrer in Ermke tätig. Außerdem war er von 1954 bis 1957 Vorsitzender des Fußballvereins BC BW Ermke. Er trat in die CDU ein, war seit 1955 Vorsitzender der Jungen Union in Oldenburg und wurde 1956 zum stellvertretenden Landesvorsitzenden der dortigen CDU gewählt. Von 6. Mai 1959 bis 5. Mai 1963 war er Mitglied des Niedersächsischen Landtages in der 4. Wahlperiode.

## Quelle
- Barbara Simon: Abgeordnete in Niedersachsen 1946–1994. Biographisches Handbuch. Hrsg. vom Präsidenten des Niedersächsischen Landtages. Niedersächsischer Landtag, Hannover 1996, S. 58–59.

| Personendaten    | Personendaten                               |
| ---------------- | ------------------------------------------- |
| NAME             | Büchel, Oskar-Wilhelm                       |
| ALTERNATIVNAMEN  | Büchel, Oskar Paul Max Wilhelm              |
| KURZBESCHREIBUNG | deutscher Pädagoge und Politiker (CDU), MdL |
| GEBURTSDATUM     | 18. November 1924                           |
| GEBURTSORT       | Saalfeld/Saale                              |
| STERBEDATUM      | 20. Juni 2007                               |
| STERBEORT        | Westerstede                                 |